# 狭間峠
狭間峠（はざまとうげ）は、京都府京都市右京区に在る峠。

## 概要
標高310mの京都府道366号上に位置する峠である。現在京都市右京区京北下弓削町と同区京北塔町を隔てている。名前の由来は盆地であるこの地域の、峠と反対側の尾根から山際を眺めた際、この峠の尾根がV字に凹んでおり、これを狭間と呼んだとの伝承が残っている。周囲の他の峠よりも100mほど標高が低く、越えやすい峠として現在でもなおその名が残っている。峠を示すものは残っていないが、周山地区を見渡すことができる峠である。

## 道路状況
車両での通行が可能な峠である。勾配やカーブこそ急だが、標高が低く山道の区間が短いため、比較的緩やかな峠である。京都府道366号上に位置しており、この路線は国道162号と国道477号を結ぶ役割を担っているが、この両国道はすぐ近くで接続しており迂回の必要がない限り利用の少ない路線である。これに伴ってこの峠自体も交通量が少なく、静かな雰囲気を保っている。

## 隣接する峠
- 井戸峠